# Starlet
Starlet is een Amerikaanse onafhankelijke dramafilm uit 2012, geregisseerd door Sean Baker. 
Het is de eerste film van Baker waar een sekswerker centraal staat, die zou later ook voorkomen in zijn films Tangerine, The Florida Project, Red Rocket en Anora.

## Verhaallijn
De film gaat over de onwaarschijnlijke vriendschap tussen de 21-jarige Jane en de 85-jarige Sadie, twee vrouwen die leven in de San Fernando Valley in Californië.

## Rolverdeling
- Dree Hemingway als Jane / Tess
- Besedka Johnson als Sadie
- Stella Maeve als Melissa
- James Ransone als Mikey
- Karren Karagulian als Arash
- Michael Adrienne O'Hagan a;s Janice
- Asa Akira als haarzelf
- Manuel Ferrara als zichzelf
- Lily Labeau als haarzelf
- Kristina Rose als haarzelf
- Zoe Voss als Jane / Tess's Body Double
- Jules Jordan als zichzelf

## Release en ontvangst
Starlet ging op 11 maart 2012 in première op het SXSW Film Festival en beleefde zijn Europese première in de hoofdcompetitie op het Internationale Filmfestival van Locarno in augustus 2012. 
Rotten Tomatoes meldt dat 87% van de 45 ondervraagde critici de film een positieve recensie gaf met een gemiddelde beoordeling was 7,3 van de 10.  Metacritic gaf het een 74 van de 100 op basis van 18 recensies. 
De film won de Robert Altman Award bij de Film Independent Spirit Awards.  Besedka Johnson ontving de speciale jury-prijs op het South by Southwest Film Festival. 